# Ligne McMahon
Pour les articles homonymes, voir MacMahon.
 (février 2011).
Si vous disposez d'ouvrages ou d'articles de référence ou si vous connaissez des sites web de qualité traitant du thème abordé ici, merci de compléter l'article en donnant les références utiles à sa vérifiabilité et en les liant à la section « Notes et références ».

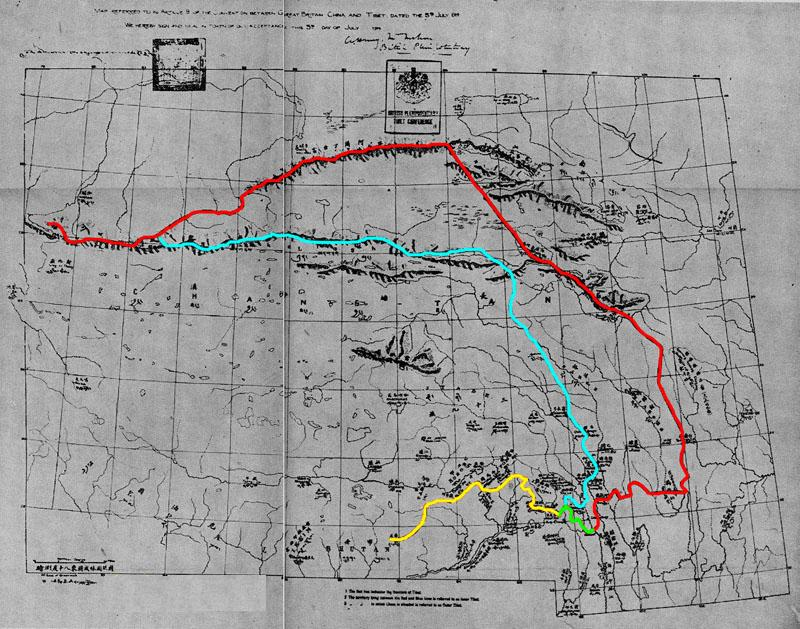
Convention de Simla, traité signé en 1914, carte figurant les frontières du Tibet « intérieur » et « extérieur » : « cette carte ne contient ni latitude ni longitude, c'était simplement une ligne au trait appuyé, grossièrement tracée en guise de frontière et portant les signatures de McMahon et de Xarta » (Yang Gongsu).

La ligne McMahon — nommée d'après son principal négociateur sir Henry McMahon — était[citation nécessaire] la frontière proclamée par le Royaume-Uni séparant l'Inde britannique et le Tibet. Elle a été définie au cours de la Convention de Simla de 1914, conférence à laquelle assistaient des représentants tibétains et britanniques. Cependant, malgré la signature de l'accord par les plénipotentiaires du Tibet, la République de Chine refusa de reconnaître et ratifier tous les points d'accord obtenus au cours de la conférence, en particulier la validité de la frontière établie par la ligne McMahon. La République populaire de Chine ne reconnaît pas la ligne McMahon comme frontière internationale.

## Le contexte
« La question de cette frontière est un héritage des temps coloniaux » affirme Jean-Luc Racine pour Geo et rappelle que l’apogée de l’Empire Britannique, durant l'Époque victorienne, coïncide avec la décadence du dernier empire chinois.
Au début du XXe siècle, la Chine, concentrée sur ses problèmes intérieurs et extérieurs, joue un rôle politique moindre en Asie centrale tandis que l'Inde britannique et la Russie tsariste s'affrontent dans un conflit silencieux que les Britanniques nomment le Grand Jeu, décrit par Rudyard Kipling dans son roman Kim, et les Russes le « Tournoi des ombres » (Турниры теней) et dont le but aurait été la maîtrise de la zone et, selon certains, celle du Tibet, un pays alors largement inconnu. En effet, les Russes et les Britanniques auraient envisagé que le Tibet ouvrirait un jour une voie vers de nouveaux marchés, sud-asiatiques pour les premiers, chinois pour les seconds. Cependant, les autorités tibétaines sont alors réfractaires à tout contact avec l'extérieur et les Russes, les premiers à faire une tentative, essuient un échec.
En 1904, les Britanniques répondent à une indifférence semblable à leur égard par une expédition militaire commandée par Sir Francis Younghusband qui se rend à Lhassa et force les Tibétains à ouvrir leur frontière avec l'Inde. Ce coup de force est ratifié par la convention entre la Grande-Bretagne et le Tibet, signée le 7 septembre 1904, qui fixe les frontières entre le Tibet et le Sikkim, royaume indépendant sous influence britannique à cette époque, et qui instaure de facto un protectorat économique du Royaume-Uni sur le Tibet, et soutient l'indépendance du pays.
Deux ans plus tard, le 27 avril 1906, la Chine signe avec les Britanniques la Convention sur le Tibet entre la Grande-Bretagne et la Chine dont voici un extrait :
"II. Le gouvernement de la Grande-Bretagne s’engage à ne pas annexer le territoire tibétain et à ne pas intervenir dans l’administration du Tibet. Le gouvernement de la Chine s’engage également à ne permettre à aucune autre puissance étrangère de s’infiltrer sur le territoire ou dans l’administration interne du Tibet.". 
Cependant, en mai 1910, l'envoi par la Chine d'un millier de soldats en Birmanie, alors partie des Indes britanniques, pour l'installation d'un poste frontière, soulève l'inquiétude des Britanniques vis-à-vis de l'expansionnisme chinois. Après la chute de la dynastie Qing en 1911, les Britanniques décident de convoquer une conférence dans l'objectif principal de conserver le Tibet comme un État tampon de facto entre la Chine et l'Inde. Ainsi, l'Inde Britannique, la Chine et le Tibet se retrouvent à Simla d'octobre 1913 à juillet 1914 de façon à conclure un traité frontalier définitif.

## La Convention de Simla
En 1913, après la chute des Qing et la mort de Zhao Erfeng, les Britanniques proposent une conférence à Simla, en Inde, pour discuter du statut du Tibet et du tracé de la frontière sino-tibétaine. À cette conférence, assistèrent les plénipotentiaires de la Grande-Bretagne, de la Chine, et du Tibet. La conférence s'ouvre le 6 octobre 1913 sous l'égide d'Henry Mac-Mahon. Sous le Raj britannique, les Britanniques souhaitent que le Tibet devienne un État tampon pour contrer l'influence de la Russie et endiguer les poussées expansionnistes chinoises à cet effet le traité de Lhassa fut signé en 1904 entre le gouvernement tibétain et les Britanniques. Les Tibétains souhaitaient la reconnaissance de leur indépendance, décrétée en 1912 par le 13e Dalaï Lama, et l'intégrité de leur territoire. Les Chinois, quant à eux, veulent intégrer à leur territoire les zones tibétaines orientales du Kham[réf. nécessaire] conquises par les troupes du général et seigneur de guerre Zhao Erfeng en 1908 et revendiquèrent lors de la conférence une souveraineté sur le Tibet. Pour résoudre ces différends et les problèmes frontaliers, Henry Mac-Mahon tranchera le 11 mars 1914 en proposant un accord, la Convention de Simla, définissant la frontière entre l'Inde et le Tibet par la ligne Mac-Mahon et divisant le Tibet en « Tibet Extérieur » (correspondant aux territoires tibétains à l'ouest du Yangtsé) sous l'administration du gouvernement du Dalaï Lama et « Tibet Intérieur » (correspondant aux régions tibétaines limitrophes de la Chine, une partie du Kham et de l'Amdo) où Lhassa aurait l'autorité spirituelle uniquement. Les deux secteurs étaient considérés comme étant sous la "suzeraineté" chinoise. Les Britanniques proposaient que la suzeraineté du Tibet soit proposée à la Chine afin de contrer d'éventuelles influences de leurs rivaux russes. Les trois représentants paraphèrent l'accord le 27 avril 1914. Pékin s'est opposé à la frontière proposée entre Tibet intérieur et Tibet extérieur et a renié l'accord et le paraphe de son délégué.
Ainsi, le nouveau tracé des frontières, qui suit de façon générale la crête de l'Himalaya oriental du Bhoutan à la Birmanie et la ligne de partage des eaux du Brahmapoutre et de la Chindwin, resta lettre morte[réf. nécessaire]. L'accord ayant été signé par l'un des meilleurs ministres du gouvernement du Tibet, la ligne Mac-Mahon a été acceptée par le 13e dalaï-lama. En revanche, les Tibétains contestèrent les frontières orientales du Tibet avec la Chine. Les représentants chinois refusèrent de leur côté de signer l'accord.
Après les tentatives de compromis avec les Chinois, la convention fut signée par les plénipotentiaires britanniques et tibétains, déclarant qu'elle entrait en application concernant les relations entre les deux pays et que la Chine ne pourrait en bénéficier tant qu'elle ne signerait pas l'accord.
Ainsi, le Tibet conserva son indépendance de facto, et les Britanniques qui furent libérés des contraintes liées à la Convention anglo-russe de 1907 après la fin du régime tsariste en Russie purent entretenir des relations diplomatiques avec le gouvernement du Dalaï Lama indépendamment de la Chine.
Après l'indépendance de l'Inde et l'établissement de la République populaire de Chine à la fin des années 1940, la question des frontières fut remise en cause avec l'occupation du Tibet par l'armée communiste chinoise et la notion d'État tampon disparaît. La Chine réclame la partie de l'Arunachal Pradesh au sud de la ligne Mac-Mahon.
Cette frontière est à nouveau contestée durant le conflit sino-indien de 1962 où les deux pays se font une brève guerre de frontière dans cette région. La Chine occupe alors certains secteurs au sud de la ligne durant plusieurs mois. Cependant, en 1981, les deux pays ouvrent des négociations pour résoudre leur conflit frontalier et les discussions menées en 1993 et 1995 soulagent la tension le long de la frontière. Jusqu'à maintenant, la Chine n'a jamais reconnu la ligne McMahon.
Elle est reconnue par le 14e dalaï-lama et présentée sur les cartes publiées par l'actuelle Administration centrale tibétaine en exil à Dharamsala, comme frontière sud du Tibet.

## La Grande-Bretagne révise sa position sur le Tibet
Jusqu'au 29 octobre 2008, le gouvernement britannique s'en tenait à la position que la Chine exerçait une suzeraineté sur le Tibet et non une pleine souveraineté. Le Royaume-Uni restait le seul pays à adhérer à la position d'une entité autonome sous protectorat chinois. Désormais, il s'aligne sur les autres pays et reconnaît que le Tibet fait partie intégrante de la République populaire de Chine.
Une « communication écrite ministérielle sur le Tibet » publiée sur le site du Ministère britannique des affaires étrangères, entérine ce revirement, qualifiant l'ancienne position d'anachronique et de legs de l'époque coloniale :

« Notre aptitude à faire passer notre point de vue a été obscurcie par la position prise par le Royaume-Uni au début du XXe siècle sur le statut du Tibet, position fondée sur les données géopolitiques de l'époque. Notre reconnaissance de la "position spéciale" de la Chine au Tibet s'est élaborée autour du concept dépassé de suzeraineté. Certains se sont emparés de cela pour jeter le doute sur les buts que nous poursuivons et pour prétendre que nous refusons la souverainété chinoise sur une vaste partie de son territoire. Nous avons fait entendre clairement au gouvernement chinois, et publiquement, que nous ne soutenons pas l'indépendance tibétaine. Comme tous les autres États membres de l'Union européenne, ainsi que les États-Unis, nous considérons le Tibet comme faisant partie intégrante de la République populaire de Chine. Notre intérêt réside dans la stabilité à long terme, laquelle ne peut être obtenue que par le respect des droits de l'homme et une plus grande autonomie pour les Tibétains. »

David Miliband, le ministre britannique des affaires étrangères, a même présenté ses excuses pour le fait que son pays n'ait pas fait cette démarche plus tôt.
Selon Danielle Bleitrach, communiste, la reconnaissance de l'autonomie du Tibet par la Grande-Bretagne était restée, trois décennies durant, la base juridique légale, quoique jamais mentionnée, des discussions entre le dalaï-lama et Pékin, au cours desquelles celui-ci réclamait seulement l'autonomie et non l'indépendance, position que la conférence des exilés tibétains en Inde a réaffirmée le 22 novembre 2008. Désormais, il n'y a plus aucune base légale internationale à s'immiscer dans les affaires intérieures chinoises.
Le tibétologue Robert Barnett est d'avis que cette décision a des implications plus vastes. La revendication de l'Inde sur une partie de ses territoires du nord-est par exemple, repose largement sur la Convention de Simla qui délimite la frontière entre l'Inde et le Tibet (la ligne McMahon), convention que les Britanniques viennent apparemment de jeter aux orties.